# Unblock
Unblock（アンブロック）は、日本の大阪府寝屋川市で結成されたロックバンドである。

Unblock pre. "ポラリス"東名阪ツアーの後、2023年1月29日の心斎橋BRONZE BRONZE pre 9周年祭 "ポーラー"公演をもって現在活動休止中。

## メンバー
田口卓磨（たぐち たくま、1990年11月18日（34歳） - ）ボーカル&ベース担当
中村大（なかむら だい、1991年6月23日（33歳） - ） ギター＆ボーカル担当
池辺涼真（いけべ りょうま、1992年8月15日（32歳） - ） ドラムス担当
2021年2月よりサポート期間を経て2021年6月26日 2nd full album「窓を開けたら」release tour2021 "未だ見ぬ明日を"大阪心斎橋BRONZE w/裸体 、メンバー加入。

## サポートメンバー
田中智裕（ソウルフード） ドラムス担当
　 竹本真格（iTuca／dot the period） ドラムス担当

## 旧メンバー
中健人 ドラムス担当
2018年10月30日火曜日  Unblock「京阪萱島駅」リリース"誰かの隣で生きているツアー" 梅田CLUB QUATTRO  w/ Hump Back にて寿脱退。
藤本良 ドラムス担当
2019年7月26日(金) 、2019年１月からのサポート期間を経てメンバー加入決定。2019年7月28日(日)大阪 Zepp Osaka Bayside"ハロー ミドルグラウンド"より現体制始動。2020年7月27日(月) "SUPER BAR"京都KYOTO MUSE　TETORA / Unblock / 東京少年倶楽部　にて脱退。

## ディスコグラフィ
| 発売日        | タイトル         | 規格品番  | 収録曲 | 備考   |
| ------------- | ---------------- | --------- | --- | ------ |
| 2014年10月8日 | いつかのいいわけ | TNAD-0055 | 1. 23 2. 永い夢 3. 夕立ち 4. リピート 5. 扉 6. もういいよ 7. 声 8. 日常                                                                              | ALBUM  |
| 2015年8月19日 | 生活のこと       | TNAD-0064 | 1. 夜を越えて 2. 街 3. 生活のこと 4. 春を待つ | SINGLE |
| 2016年8月10日 | 明日の産声       | TNAD-0080 | 1. 素晴らしい世界 2. ハイライト 3. いつものこと 4. 生活のこと 5. エンゲージ 6. 栞 7. 回想録 8. 街 9. 約束 10. 夜を越えて 11. 行進曲 12. 答えは風の中 | ALBUM  |
| 2017年12月6日 | 西中島南方       | TNAD-0094 | 1. 午前二時 2. サイレン 3. うたわない | SINGLE |
| 2018年5月30日 | 京阪萱島駅       | TNAD-0104 | 1. 萱島駅 2. エピローグ 3. 明日に向かう 4. 産声 5. morrow 6. ブレークアウト 7. サイレン 8. 光 9. 午前二時                                            | ALBUM  |
| 2020年1月15日 | Blue / 未来の種  | TNAD-0122 | 1. Blue 2. 未来の種 | SINGLE |
| 2021年2月24日 | 窓を開けたら     | TNAD-0138 | 1. CHAPTER 0 2. 未来の種 3. 夢の入り口で 4. ハートビート 5. Lump 6. escape 7. no title 8. 24/7 9. また生まれ変わっても 10. 海岸通り 11. Blue         | ALBUM  |

## ミュージックビデオ
- Unblock - 23 Music Video
- Unblock - 永い夢 Music Video
- Unblock - 生活のこと【Official Video】
- Unblock - ハイライト(Official Video)
- Unblock - 夜を越えて(Official Music Video)
- Unblock - 素晴らしい世界(Official Video)
- Unblock - 行進曲(Official Video)
- Unblock - 午前二時 (Official Video)
- Unblock - うたわない(Official Video)
- Unblock - サイレン(Official Video)
- Unblock - 萱島駅(Official Video)
- Unblock - Blue(Official Music Video)
- Unblock - 未来の種(Official Video)
- Unblock - ハートビート(Official Music Video)
- Unblock - CHAPTER 0(Official Music Video)
- Unblock - また生まれ変わっても(Official Music Video)